# Australisch Open (heren)
Het Australisch Open is een golftoernooi in Australië. Het maakt deel uit van de Australaziatische PGA Tour. Er is ook een Australisch Open voor dames.

## Geschiedenis
De eerste editie van het Australisch Open was op 2 en 3 september 1904 op de The Australian Golf Club, Kensington, Sydney. Er waren toen 30 deelnemers, in twee dagen werden 72 holes gespeeld. De winnaar, amateur Michael Scott, had een score van 315 en een voorsprong van 8 slagen op nummer twee.
De tweede editie had maar 21 deelnemers, Dan Soutar won met een score van 337, tien slagen minder dan nummer 2. In 1908 steeg het aantal deelnemers even boven de veertig. In 1920 scoorde Joe Kirkwood voor het eerst onder de 300 en pas in 1925 werd dit herhaald door Fred Popplewell.
In 1936 werd het toernooi verlengd van twee naar drie dagen. Gene Sarazen won toen met het toernooirecord van 282 slagen.
De organisatie is in handen van Golf Australia. Sinds de oprichting van de OneAsia Tour in 2009 telt het ook daarvoor mee. Het Open wordt altijd eind november of begin december gespeeld. Het resultaat van het toernooi telt mee voor de Official World Golf Ranking.
Rond 1950 werd het toernooi populair bij Zuid-Afrikaanse en Europese spelers die toernooien voor de wintermaanden zochten. Rond 1990 ging dat over omdat het prijzengeld daar niet erg hoog is en de Aziatische toernooien van de grond kwamen.
Stonehaven Cup
De winnaar krijgt de Stonehaven Cup. Pas in 1936 werd het Open door een buitenlander gewonnen en daarna pas weer in 1955, toen Bobby Locke de eerste Zuid-Afrikaanse winnaar werd, in 1958 opgevolgd door Gary Player, die het Open ook in 1962, 1963, 1965, 1969, 1970 en 1974 won.
In 2009 werd de Stonehaven Cup aan de 29-jarige Adam Scott uitgereikt door Greg Norman, zelf 5-voudig winnaar. Scott won met vijf slagen voorsprong op Stuart Appleby. 
 In 2010 werd het Open gespeeld op golfclub The Lakes in New South Wales. Het prijzengeld was $ 1.500.000. The Lakes bestaat sinds 1928, maar heeft in 2005 een nieuw clubhuis gekregen. Ze zijn al vaak gastheer geweest van grote toernooien zoals het Australisch PGA Kampioenschap, het Ampol Tooernooi, de Chrysler Classic, de Wills Masters, de Johnnie Walker Classic, de Greg Norman Holden International en het ANZ Kampioenschap.

## Winnaars

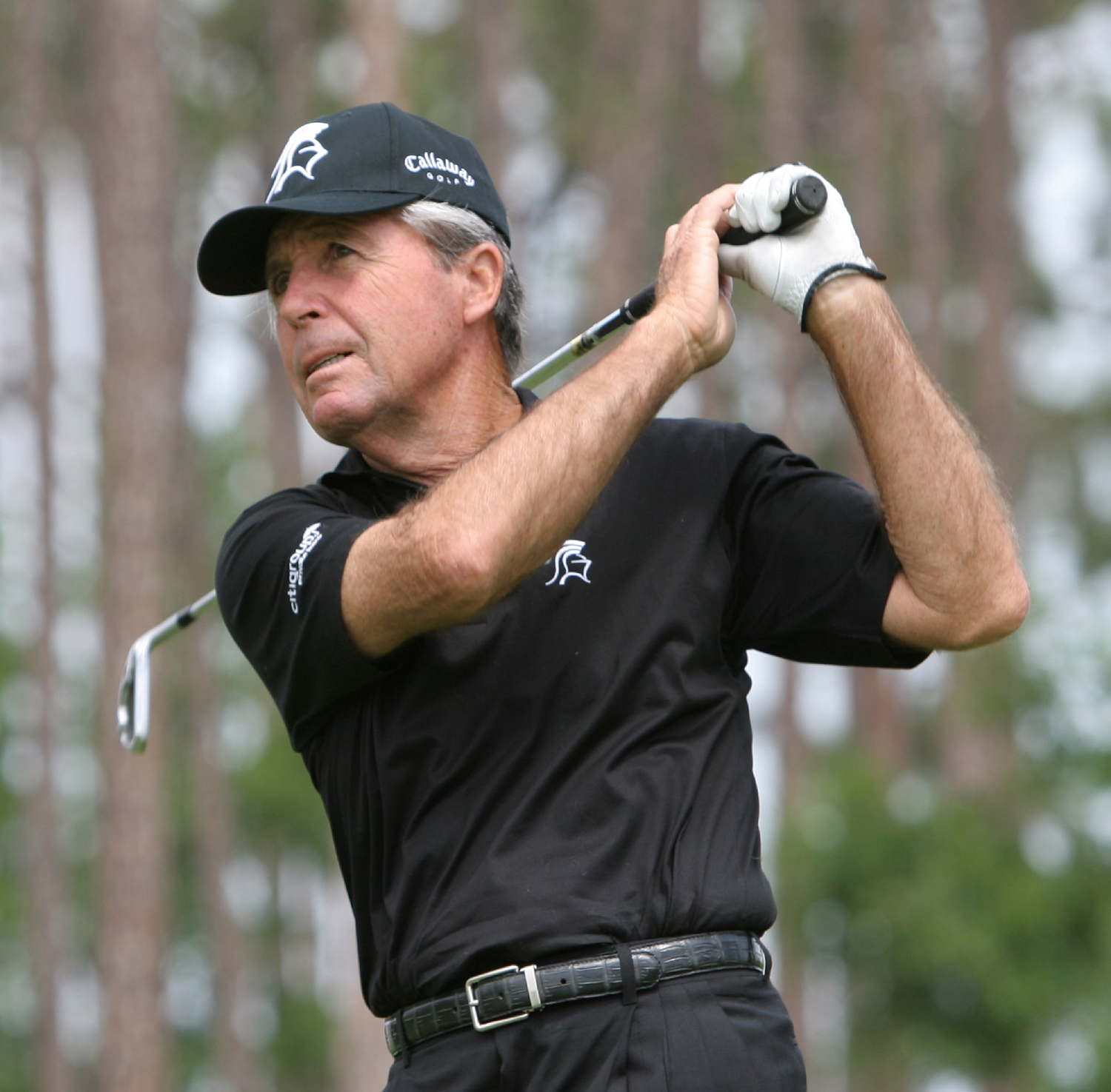
Gary Player, 7-voudig winnaar

| Jaar | Golfbaan                                     | Winnaar                                      | Score                                        | Score                                        | Info                                            |                                              |
| ---- | -------------------------------------------- | -------------------------------------------- | -------------------------------------------- | -------------------------------------------- | ----------------------------------------------- | -------------------------------------------- |
| 1904 | The Australian Golf Club                     | Michael Scott am                             | 315                                          | +27                                          |                                                 |                                              |
| 1905 | Royal Melbourne Golf Club                    | Dan Soutar                                   | 337                                          | +49                                          |                                                 |                                              |
| 1906 | The Royal Sydney Golf Club                   | Carnegie Clark                               | 322                                          | +34                                          |                                                 |                                              |
| 1907 | Royal Melbourne Golf Club                    | Michael Scott am                             | 318                                          | +30                                          |                                                 |                                              |
| 1908 | The Australian Golf Club                     | Clyde Pearce am                              | 311                                          | +23                                          |                                                 |                                              |
| 1909 | Royal Melbourne Golf Club                    | Claude Felstead am                           | 316                                          | +28                                          |                                                 |                                              |
| 1910 | Royal Adelaide Golf Club                     | Carnegie Clark                               | 306                                          | +18                                          |                                                 |                                              |
| 1911 | The Royal Sydney Golf Club                   | Carnegie Clark                               | 321                                          | +33                                          |                                                 |                                              |
| 1912 | Royal Melbourne Golf Club                    | Ivo Whitton am                               | 321                                          | +33                                          |                                                 |                                              |
| 1913 | Royal Melbourne Golf Club                    | Ivo Whitton am                               | 302                                          | +14                                          |                                                 |                                              |
| 1914 | Geen toernooi vanwege de Eerste Wereldoorlog | Geen toernooi vanwege de Eerste Wereldoorlog | Geen toernooi vanwege de Eerste Wereldoorlog | Geen toernooi vanwege de Eerste Wereldoorlog | Geen toernooi vanwege de Eerste Wereldoorlog    |                                              |
| 1915 | Geen toernooi vanwege de Eerste Wereldoorlog | Geen toernooi vanwege de Eerste Wereldoorlog | Geen toernooi vanwege de Eerste Wereldoorlog | Geen toernooi vanwege de Eerste Wereldoorlog | Geen toernooi vanwege de Eerste Wereldoorlog    |                                              |
| 1916 | Geen toernooi vanwege de Eerste Wereldoorlog | Geen toernooi vanwege de Eerste Wereldoorlog | Geen toernooi vanwege de Eerste Wereldoorlog | Geen toernooi vanwege de Eerste Wereldoorlog | Geen toernooi vanwege de Eerste Wereldoorlog    |                                              |
| 1917 | Geen toernooi vanwege de Eerste Wereldoorlog | Geen toernooi vanwege de Eerste Wereldoorlog | Geen toernooi vanwege de Eerste Wereldoorlog | Geen toernooi vanwege de Eerste Wereldoorlog | Geen toernooi vanwege de Eerste Wereldoorlog    |                                              |
| 1918 | Geen toernooi vanwege de Eerste Wereldoorlog | Geen toernooi vanwege de Eerste Wereldoorlog | Geen toernooi vanwege de Eerste Wereldoorlog | Geen toernooi vanwege de Eerste Wereldoorlog | Geen toernooi vanwege de Eerste Wereldoorlog    |                                              |
| 1919 | Geen toernooi vanwege de Eerste Wereldoorlog | Geen toernooi vanwege de Eerste Wereldoorlog | Geen toernooi vanwege de Eerste Wereldoorlog | Geen toernooi vanwege de Eerste Wereldoorlog | Geen toernooi vanwege de Eerste Wereldoorlog    |                                              |
| 1920 | The Australian Golf Club                     | Joe Kirkwood                                 | 290                                          | +2                                           |                                                 |                                              |
| 1921 | Royal Melbourne Golf Club                    | Arthur Le Fevre                              | 295                                          | +7                                           |                                                 |                                              |
| 1922 | The Royal Sydney Golf Club                   | Charles Campbell                             | 307                                          | +19                                          |                                                 |                                              |
| 1923 | Royal Adelaide Golf Club                     | Tom Howard                                   | 301                                          | +13                                          |                                                 |                                              |
| 1924 | Royal Melbourne Golf Club                    | Alex Russell am                              | 315                                          | +27                                          |                                                 |                                              |
| 1925 | The Australian Golf Club                     | Fred Popplewell                              | 299                                          | +11                                          |                                                 |                                              |
| 1926 | Royal Adelaide Golf Club                     | Ivo Whitton am                               | 297                                          | +9                                           |                                                 |                                              |
| 1927 | Royal Melbourne Golf Club                    | Rufus Stewart                                | 297                                          | +9                                           |                                                 |                                              |
| 1928 | The Royal Sydney Golf Club                   | Fred Popplewell                              | 295                                          | +7                                           |                                                 |                                              |
| 1929 | Royal Adelaide Golf Club                     | Ivo Whitton am                               | 309                                          | +21                                          |                                                 |                                              |
| 1930 | Metropolitan Golf Club                       | Frank Eyre                                   | 306                                          | +18                                          |                                                 |                                              |
| 1931 | The Australian Golf Club                     | Ivo Whitton am                               | 301                                          | +13                                          |                                                 |                                              |
| 1932 | Royal Adelaide Golf Club                     | Mick Ryan am                                 | 296                                          | +8                                           |                                                 |                                              |
| 1933 | Royal Melbourne Golf Club                    | Lou Kelly                                    | 302                                          | +14                                          |                                                 |                                              |
| 1934 | The Royal Sydney Golf Club                   | Bill Bolger                                  | 283                                          | –5                                           |                                                 |                                              |
| 1935 | Royal Adelaide Golf Club                     | Fergus McMahon                               | 293                                          | +5                                           |                                                 |                                              |
| 1936 | Metropolitan Golf Club                       | Gene Sarazen                                 | 282                                          | –6                                           |                                                 |                                              |
| 1937 | The Australian Golf Club                     | George Naismith                              | 299                                          | +11                                          |                                                 |                                              |
| 1938 | Royal Adelaide Golf Club                     | Jim Ferrier am                               | 283                                          | –5                                           |                                                 |                                              |
| 1939 | Royal Melbourne Golf Club                    | Jim Ferrier am                               | 285                                          | –3                                           |                                                 |                                              |
| 1940 | Geen toernooi vanwege de Tweede Wereldoorlog | Geen toernooi vanwege de Tweede Wereldoorlog | Geen toernooi vanwege de Tweede Wereldoorlog | Geen toernooi vanwege de Tweede Wereldoorlog | Geen toernooi vanwege de Tweede Wereldoorlog    | Geen toernooi vanwege de Tweede Wereldoorlog |
| 1941 | Geen toernooi vanwege de Tweede Wereldoorlog | Geen toernooi vanwege de Tweede Wereldoorlog | Geen toernooi vanwege de Tweede Wereldoorlog | Geen toernooi vanwege de Tweede Wereldoorlog | Geen toernooi vanwege de Tweede Wereldoorlog    | Geen toernooi vanwege de Tweede Wereldoorlog |
| 1942 | Geen toernooi vanwege de Tweede Wereldoorlog | Geen toernooi vanwege de Tweede Wereldoorlog | Geen toernooi vanwege de Tweede Wereldoorlog | Geen toernooi vanwege de Tweede Wereldoorlog | Geen toernooi vanwege de Tweede Wereldoorlog    | Geen toernooi vanwege de Tweede Wereldoorlog |
| 1943 | Geen toernooi vanwege de Tweede Wereldoorlog | Geen toernooi vanwege de Tweede Wereldoorlog | Geen toernooi vanwege de Tweede Wereldoorlog | Geen toernooi vanwege de Tweede Wereldoorlog | Geen toernooi vanwege de Tweede Wereldoorlog    | Geen toernooi vanwege de Tweede Wereldoorlog |
| 1944 | Geen toernooi vanwege de Tweede Wereldoorlog | Geen toernooi vanwege de Tweede Wereldoorlog | Geen toernooi vanwege de Tweede Wereldoorlog | Geen toernooi vanwege de Tweede Wereldoorlog | Geen toernooi vanwege de Tweede Wereldoorlog    | Geen toernooi vanwege de Tweede Wereldoorlog |
| 1945 | Geen toernooi vanwege de Tweede Wereldoorlog | Geen toernooi vanwege de Tweede Wereldoorlog | Geen toernooi vanwege de Tweede Wereldoorlog | Geen toernooi vanwege de Tweede Wereldoorlog | Geen toernooi vanwege de Tweede Wereldoorlog    | Geen toernooi vanwege de Tweede Wereldoorlog |
| 1946 | The Royal Sydney Golf Club                   | Ossie Pickworth                              | 289                                          | +1                                           |                                                 |                                              |
| 1947 | Royal Queensland Golf Club                   | Ossie Pickworth                              | 285                                          | –7                                           |                                                 |                                              |
| 1948 | Kingston Heath Golf Club                     | Ossie Pickworth po                           | 289                                          | +1                                           | Won de play-off van Jim Ferrier                 |                                              |
| 1949 | The Australian Golf Club                     | Eric Cremin                                  | 287                                          | –1                                           |                                                 |                                              |
| 1950 | Kooyonga Golf Club                           | Norman Von Nida                              | 286                                          | –2                                           |                                                 |                                              |
| 1951 | Metropolitan Golf Club                       | Peter Thomson                                | 283                                          | –5                                           |                                                 |                                              |
| 1952 | Lake Karrinyup Country Club                  | Norman Von Nida                              | 278                                          | –10                                          |                                                 |                                              |
| 1953 | Royal Melbourne Golf Club                    | Norman Von Nida                              | 278                                          | –10                                          |                                                 |                                              |
| 1954 | Kooyonga Golf Club                           | Harry Pickworth                              | 280                                          | –8                                           |                                                 |                                              |
| 1955 | Gailes Golf Club                             | Bobby Locke                                  | 290                                          | –2                                           |                                                 |                                              |
| 1956 | The Royal Sydney Golf Club                   | Bruce Crampton                               | 289                                          | +1                                           |                                                 |                                              |
| 1957 | Kingston Heath Golf Club                     | Frank Phillips                               | 287                                          | –1                                           |                                                 |                                              |
| 1958 | Kooyonga Golf Club                           | Gary Player                                  | 271                                          | –17                                          |                                                 |                                              |
| 1959 | The Australian Golf Club                     | Kel Nagle                                    | 284                                          | –4                                           |                                                 |                                              |
| 1960 | Lake Karrinyup Country Club                  | Bruce Devlin am                              | 282                                          | –6                                           |                                                 |                                              |
| 1961 | Victoria Golf Club                           | Frank Phillips                               | 275                                          | –13                                          |                                                 |                                              |
| 1962 | Royal Adelaide Golf Club                     | Gary Player                                  | 281                                          | –7                                           |                                                 |                                              |
| 1963 | Royal Melbourne Golf Club                    | Gary Player                                  | 278                                          | –10                                          |                                                 |                                              |
| 1964 | The Lakes Golf Club                          | Jack Nicklaus                                | 287                                          | –1                                           |                                                 |                                              |
| 1965 | Kooyonga Golf Club                           | Gary Player                                  | 264                                          | –24                                          |                                                 |                                              |
| 1966 | Royal Queensland Golf Club                   | Arnold Palmer                                | 276                                          | –16                                          |                                                 |                                              |
| 1967 | Commonwealth Golf Club                       | Peter Thomson                                | 281                                          | –11                                          |                                                 |                                              |
| 1968 | Lake Karrinyup Country Club                  | Jack Nicklaus                                | 270                                          | –18                                          |                                                 |                                              |
| 1969 | The Royal Sydney Golf Club                   | Gary Player                                  | 288                                          | par                                          |                                                 |                                              |
| 1970 | Kingston Heath Golf Club                     | Gary Player                                  | 280                                          | –8                                           |                                                 |                                              |
| 1971 | Royal Hobart Golf Club                       | Jack Nicklaus                                | 269                                          | –23                                          |                                                 |                                              |
| 1972 | Kooyonga Gof Club                            | Peter Thomson                                | 281                                          | –7                                           |                                                 |                                              |
| 1973 | Royal Queensland Golf Club                   | Jesse Snead                                  | 280                                          | –12                                          |                                                 |                                              |
| 1974 | Lake Karrinyup Country Club                  | Gary Player                                  | 277                                          | –11                                          |                                                 |                                              |
| 1975 | The Australian Golf Club                     | Jack Nicklaus                                | 279                                          | –9                                           |                                                 |                                              |
| 1976 | The Australian Golf Club                     | Jack Nicklaus                                | 286                                          | –2                                           |                                                 |                                              |
| 1977 | The Australian Golf Club                     | David Graham                                 | 284                                          | –4                                           |                                                 |                                              |
| 1978 | The Australian Golf Club                     | Jack Nicklaus                                | 284                                          | –4                                           |                                                 |                                              |
| 1979 | Metropolitan Golf Club                       | Jack Newton                                  | 288                                          | par                                          |                                                 |                                              |
| 1980 | The Lakes Golf Club                          | Greg Norman                                  | 284                                          | –4                                           |                                                 |                                              |
| 1981 | Victoria Golf Club                           | Bill Rogers                                  | 282                                          | –6                                           |                                                 |                                              |
| 1982 | The Australian Golf Club                     | Bob Shearer                                  | 287                                          | –1                                           |                                                 |                                              |
| 1983 | Kingston Heath Golf Club                     | Peter Fowler                                 | 285                                          | –3                                           |                                                 |                                              |
| 1984 | Royal Melbourne Golf Club                    | Tom Watson                                   | 281                                          | –7                                           |                                                 |                                              |
| 1985 | Royal Melbourne Golf Club                    | Greg Norman                                  | 212                                          | –4                                           | Vanwege het regenweer, afgewerkt in drie ronden |                                              |
| 1986 | Metropolitan Golf Club                       | Rodger Davis                                 | 278                                          | –10                                          |                                                 |                                              |
| 1987 | Royal Melbourne Golf Club                    | Greg Norman                                  | 273                                          | –15                                          |                                                 |                                              |
| 1988 | The Royal Sydney Golf Club                   | Mark Calcavecchia                            | 269                                          | –19                                          |                                                 |                                              |
| 1989 | Kingston Heath Golf Club                     | Peter Senior                                 | 271                                          | –17                                          |                                                 |                                              |
| 1990 | The Australian Golf Club                     | John Morse po                                | 283                                          | –5                                           | Won de play-off van Craig Parry                 |                                              |
| 1991 | Royal Melbourne Golf Club                    | Wayne Riley                                  | 285                                          | –3                                           |                                                 |                                              |
| 1992 | The Lakes Golf Club                          | Steve Elkington                              | 280                                          | –8                                           |                                                 |                                              |
| 1993 | Metropolitan Golf Club                       | Brad Faxon                                   | 275                                          | –13                                          |                                                 |                                              |
| 1994 | The Royal Sydney Golf Club                   | Robert Allenby                               | 280                                          | –8                                           |                                                 |                                              |
| 1995 | Kingston Heath Golf Club                     | Greg Norman                                  | 278                                          | –10                                          |                                                 |                                              |
| 1996 | The Australian Golf Club                     | Greg Norman                                  | 280                                          | –8                                           |                                                 |                                              |
| 1997 | Metropolitan Golf Club                       | Lee Westwood po                              | 274                                          | –14                                          | Won de play-off van Greg Norman                 |                                              |
| 1998 | Royal Adelaide Golf Club                     | Greg Chalmers                                | 288                                          | par                                          |                                                 |                                              |
| 1999 | The Royal Sydney Golf Club                   | Aaron Baddeley am                            | 274                                          | –14                                          |                                                 |                                              |
| 2000 | Kingston Heath Golf Club                     | Aaron Baddeley                               | 278                                          | –10                                          |                                                 |                                              |
| 2001 | The Grand Golf Club                          | Stuart Appleby                               | 271                                          | –17                                          |                                                 |                                              |
| 2002 | Victoria Golf Club                           | Steve Allan                                  | 198                                          | –18                                          | Afgewerkt in drie ronden                        |                                              |
| 2003 | Moonah Links Golf Club                       | Peter Lonard                                 | 279                                          | –9                                           |                                                 |                                              |
| 2004 | The Australian Golf Club                     | Peter Lonard                                 | 281                                          | –3                                           |                                                 |                                              |
| 2005 | Moonah Links Golf Club                       | Robert Allenby                               | 284                                          | –4                                           |                                                 |                                              |
| 2006 | The Royal Sydney Golf Club                   | John Senden                                  | 280                                          | –8                                           |                                                 |                                              |
| 2007 | The Australian Golf Club                     | Craig Parry                                  | 277                                          | –11                                          |                                                 |                                              |
| 2008 | The Royal Sydney Golf Club                   | Tim Clark po                                 | 279                                          | –9                                           | Won de play-off van Mathew Goggin               |                                              |
| 2009 | New South Wales Golf Club                    | Adam Scott                                   | 273                                          | –15                                          |                                                 |                                              |
| 2010 | The Lakes Golf Club                          | Geoff Ogilvy                                 | 269                                          | –19                                          |                                                 |                                              |
| 2011 | The Lakes Golf Club                          | Greg Chalmers                                | 275                                          | –13                                          |                                                 |                                              |
| 2012 | The Lakes Golf Club                          | Peter Senior                                 | 284                                          | –4                                           |                                                 |                                              |
| 2013 | The Royal Sydney Golf Club                   | Rory McIlroy                                 | 270                                          | –18                                          |                                                 |                                              |
| 2014 | The Australian Golf Club                     | Jordan Spieth                                | 271                                          | –13                                          |                                                 |                                              |

| Toernooirecord |  | po = winnaar na play-off |  | am = amateur |

### Meervoudige winnaars
Golfers die dit toernooi meer dan twee keer wonnen:
| 7 zeges - Gary Player: 1958, 1962, 1963, 1965, 1969, 1970, 1974 6 zeges - Jack Nicklaus: 1964, 1968, 1971, 1975, 1976, 1978 5 zeges - Ivo Whitton: 1912, 1913, 1926, 1929, 1931 (amateur) - Greg Norman: 1980, 1985, 1987, 1995, 1996 4 zeges - Ossie Pickworth: 1946, 1947, 1948, 1954 3 zeges - Carnegie Clark: 1906, 1910, 1911 - Norman Von Nida: 1950, 1952, 1953 - Peter Thomson: 1951, 1967, 1972 | 2 zeges - Michael Scott: 1904, 1907 (amateur) - Fred Popplewell: 1925, 1929 - Jim Ferrier: 1938, 1939 (beide als amateur) - Frank Phillips: 1957, 1961 - Aaron Baddeley: 1999, 2000 (eerste zege als amateur) - Peter Lonard: 2003, 2004 - Robert Allenby: 1994, 2005 - Greg Chalmers: 1998, 2011 - Peter Senior: 1989, 2012 |